# Hockey sur luge aux Jeux paralympiques de 2018
Navigation
Sotchi 2014 Pékin 2022
Les épreuves de hockey sur luge aux Jeux paralympiques d'hiver de 2018 se tiennent du 10 au 18 mars 2018 au centre de hockey de Gangneung à Gangneung (Corée du Sud).

## Spécificités
Le hockey sur luge concerne les athlètes handicapés de la partie inférieure du corps. Il n'y a pas de catégorisation précise. Les équipes peuvent être mixtes, cependant ce n'est pas une obligation.

## Calendrier
|  | Jour de compétition | F | Finale |

| Évènements                           | Calendrier | Calendrier | Calendrier | Calendrier | Calendrier | Calendrier | Calendrier | Calendrier | Calendrier | Calendrier |
| Évènements                           | 9          | 10         | 11         | 12         | 13         | 14         | 15         | 16         | 17         | 18         |
| Évènements                           | Mars 2018  |            |            |            |            |            |            |            |            |            |
| Cérémonies d'ouverture et de clôture | •          |            |            |            |            |            |            |            |            | •          |
|                                      |            |            |            |            |            |            |            |            |            |            |
| Hockey sur luge                      |            |            |            |            |            |            |            |            |            | F          |
|                                      |            |            |            |            |            |            |            |            |            |            |

## Officiels
Pour le tournoi, 13 officiels ont été sélectionnés :
| Arbitres                                                                                   | Juges de ligne |
| ------------------------------------------------------------------------------------------ | --- |
| - Johnathan Morrison - Kevin Webinger - Kristijan Nikolic - Owe Lüthcke - Sotaro Yamaguchi | \| - Jan Vaněk - Chae Young-jin - Han Youl - Andreas Lundén \| - Matthew Fergenbaum - Matt Clark - David Nothegger - Leon Wesley \| |
| - Jan Vaněk - Chae Young-jin - Han Youl - Andreas Lundén                                   | - Matthew Fergenbaum - Matt Clark - David Nothegger - Leon Wesley                                                                   |

## Résultats

### Tour préliminaire

#### Groupe A
| 10 mars | Norvège | 2-3 (TB) (0-0, 1-1, 1-1, 0-0, 0-1) | Italie | Centre de hockey de Gangneung 5 543 spectateurs |

| Feuille de match | Feuille de match                                                                             | Feuille de match    | Feuille de match                                                                    | Feuille de match                                                              |
| ---------------- | -------------------------------------------------------------------------------------------- | ------------------- | ----------------------------------------------------------------------------------- | ----------------------------------------------------------------------------- |
|                  | - Værnes (Nordstoga, Hamre) — 26 min 32 s (SN) - Bakke (Nordstoga, Pedersen) — 42 min 25 s - | 0-1 1-1 1-2 2-2 2-3 | Kalegaris (Leperdi) — 16 min 2 s - Rosa (Larch) — 33 min 19 s - Larch — 50 min (TB) | Arbitrage : Kevin Webinger Juges de ligne : Chae Young-jin et David Nothegger |
| Hamar            | Gardiens                                                                                     | Araudo              |                                                                                     | Arbitrage : Kevin Webinger Juges de ligne : Chae Young-jin et David Nothegger |
| 6 min            | Pénalités                                                                                    | 4 min               |                                                                                     | Arbitrage : Kevin Webinger Juges de ligne : Chae Young-jin et David Nothegger |
| 12               | Tirs                                                                                         | 18                  |                                                                                     | Arbitrage : Kevin Webinger Juges de ligne : Chae Young-jin et David Nothegger |

| 10 mars | Canada | 17-0 (7-0, 5-0, 5-0) | Suède | Centre de hockey de Gangneung 5 445 spectateurs |

| Feuille de match                            | Feuille de match | Feuille de match                                                            | Feuille de match | Feuille de match                                                     |
| ------------------------------------------- | --- | --------------------------------------------------------------------------- | ---------------- | -------------------------------------------------------------------- |
|                                             | McGregor (Hickey, Dixon) — 1 min 52 s (SN) Sholomicki (Armstrong, Dunn) — 2 min 22 s McGregor (Westlake, Hickey) — 5 min 22 s Sholomicki (Dunn, Dixon) — 5 min 39 s McGrego ((Westlake, Dixon) — 9 min 20 s Dixon (Delaney, Smith) — 11 min 13 s Cozzolino (Delaney, Dixon) — 11 min 31 s Delaney (Armstrong, Cozzolino) — 17 min 43 s (SN) Smith (Sholomicki, Dunn) — 18 min 6 s Hickey (Armstrong, Henry) — 24 min 37 s Hickey (Westlake, McGregor) — 25 min 37 s Armstrong (Sholomicki) — 26 min 38 s Bridges — 31 min 55 s Armstrong (Bridges, Cozzolino) — 33 min 5 s Sholomicki (Smith, Dunn) — 34 min 53 s McGregor (Dixon) — 36 min 48 s Westlake (McGregor, Hickey) — 44 min 42 s | 1-0 2-0 3-0 4-0 5-0 6-0 7-0 8-0 9-0 10-0 11-0 12-0 13-0 14-0 15-0 16-0 17-0 | -                | Arbitrage : Kristijan Nikolic Juges de ligne : Han Youl et Jan Vaněk |
| Watson (22 min 43 s) Larocque (22 min 17 s) | Gardiens | U. Nilsson (22 min 43 s) Nejman (22 min 17 s)                               |                  | Arbitrage : Kristijan Nikolic Juges de ligne : Han Youl et Jan Vaněk |
| 2 min                                       | Pénalités | 6 min                                                                       |                  | Arbitrage : Kristijan Nikolic Juges de ligne : Han Youl et Jan Vaněk |
| 45                                          | Tirs | 2                                                                           |                  | Arbitrage : Kristijan Nikolic Juges de ligne : Han Youl et Jan Vaněk |

| 11 mars | Canada | 10-0 (3-0, 4-0, 3-0) | Italie | Centre de hockey de Gangneung 4 795 spectateurs |

| Feuille de match | Feuille de match | Feuille de match                         | Feuille de match | Feuille de match                                                             |
| ---------------- | --- | ---------------------------------------- | ---------------- | ---------------------------------------------------------------------------- |
|                  | McGregor (Dixon, Westlake) — 3 min 59 s (SN) Dixon (Sholomicki) — 9 min 21 s Delaney (Cozzolino, Armstrong) — 11 min 36 s Hickey (Bridges, Delaney) — 17 min 3 s Hickey — 19 min 11 s Delaney (Sholomicki) — 20 min 20 s (IN) Delaney (Sholomicki) — 25 min 34 s (IN) Cozzolino (Bridges) — 33 min 6 s Dunn — 36 min 27 s (IN) Dunn — 41 min 23 s | 1-0 2-0 3-0 4-0 5-0 6-0 7-0 8-0 9-0 10-0 | -                | Arbitrage : Sotaro Yamaguchi Juges de ligne : David Nothegger et Leon Wesley |
| Watson           | Gardiens | Stillitano                               |                  | Arbitrage : Sotaro Yamaguchi Juges de ligne : David Nothegger et Leon Wesley |
| 24 min           | Pénalités | 6 min                                    |                  | Arbitrage : Sotaro Yamaguchi Juges de ligne : David Nothegger et Leon Wesley |
| 16               | Tirs | 4                                        |                  | Arbitrage : Sotaro Yamaguchi Juges de ligne : David Nothegger et Leon Wesley |

| 12 mars | Canada | 8-0 (2-0, 3-0, 3-0) | Norvège | Centre de hockey de Gangneung 5 886 spectateurs |

| Feuille de match | Feuille de match | Feuille de match                | Feuille de match | Feuille de match                                                                |
| ---------------- | --- | ------------------------------- | ---------------- | ------------------------------------------------------------------------------- |
|                  | Bridges (Dixon, Arsenault) — 2 min 33 s Armstrong (Cozzolino, Bowden) — 8 min 47 s Hickey — 26 min 50 s (SN) Bowden (Armstrong) — 27 min 54 s Armstrong (Dunn) — 28 min 49 s Bridges (Hickey, Arsenault) — 33 min 59 s Westlake (McGregor) — 37 min 21 s (SN) McGregor (Cozzolino) — 41 min 51 s (IN) | 1-0 2-0 3-0 4-0 5-0 6-0 7-0 8-0 | -                | Arbitrage : Kristijan Nikolic Juges de ligne : Chae Young-jin et Andreas Lundén |
| Larocque         | Gardiens | Hamar                           |                  | Arbitrage : Kristijan Nikolic Juges de ligne : Chae Young-jin et Andreas Lundén |
| 8 min            | Pénalités | 8 min                           |                  | Arbitrage : Kristijan Nikolic Juges de ligne : Chae Young-jin et Andreas Lundén |
| 27               | Tirs | 5                               |                  | Arbitrage : Kristijan Nikolic Juges de ligne : Chae Young-jin et Andreas Lundén |

| 12 mars | Italie | 2-0 (1-0, 0-0, 1-0) | Suède | Centre de hockey de Gangneung 4 322 spectateurs |

| Feuille de match | Feuille de match                                                | Feuille de match | Feuille de match | Feuille de match                                                       |
| ---------------- | --------------------------------------------------------------- | ---------------- | ---------------- | ---------------------------------------------------------------------- |
|                  | Kalegaris (Planker, Rosa) — 13 min 16 s (SN) Rosa — 39 min 36 s | 1-0 2-0          | -                | Arbitrage : Sotaro Yamaguchi Juges de ligne : Jan Vaněk et Leon Wesley |
| Araudo           | Gardiens                                                        | U. Nilsson       |                  | Arbitrage : Sotaro Yamaguchi Juges de ligne : Jan Vaněk et Leon Wesley |
| 10 min           | Pénalités                                                       | 8 min            |                  | Arbitrage : Sotaro Yamaguchi Juges de ligne : Jan Vaněk et Leon Wesley |
| 20               | Tirs                                                            | 2                |                  | Arbitrage : Sotaro Yamaguchi Juges de ligne : Jan Vaněk et Leon Wesley |

| 13 mars | Norvège | 3-1 (1-0, 1-0, 1-1) | Suède | Centre de hockey de Gangneung 6 059 spectateurs |

| Feuille de match | Feuille de match                                                                                        | Feuille de match | Feuille de match                                | Feuille de match                                                          |
| ---------------- | --- | ---------------- | ----------------------------------------------- | ------------------------------------------------------------------------- |
|                  | Nordstoga (Bøgle) — 13 min 7 s Bøgle (Hamre, Solberg) — 25 min (SN) - Bøgle (Værnes) — 43 min 45 s (CV) | 1-0 2-0 2-1 3-1  | - Gyllsten (Kasperi, P. Nilsson) — 31 min 3 s - | Arbitrage : Sotaro Yamaguchi Juges de ligne : Chae Young-jin et Jan Vaněk |
| Deng             | Gardiens                                                                                                | U. Nilsson       |                                                 | Arbitrage : Sotaro Yamaguchi Juges de ligne : Chae Young-jin et Jan Vaněk |
| 4 min            | Pénalités                                                                                               | 16 min           |                                                 | Arbitrage : Sotaro Yamaguchi Juges de ligne : Chae Young-jin et Jan Vaněk |
| 19               | Tirs | 10               |                                                 | Arbitrage : Sotaro Yamaguchi Juges de ligne : Chae Young-jin et Jan Vaněk |

| Clt   | Équipe  | PJ | V | VP | D | DP | BP | BC | Diff | Pts |
| ----- | ------- | -- | - | -- | - | -- | -- | -- | ---- | --- |
| +001, | Canada  | 3  | 3 | 0  | 0 | 0  | 35 | 0  | +35  | 9   |
| +002, | Italie  | 3  | 1 | 1  | 1 | 0  | 5  | 12 | -7   | 5   |
| +003, | Norvège | 3  | 1 | 0  | 1 | 1  | 5  | 12 | -7   | 4   |
| +004, | Suède   | 3  | 0 | 0  | 3 | 0  | 1  | 22 | -21  | 0   |

- Qualifiés pour les demi-finales

#### Groupe B
| 10 mars | Corée du Sud | 4-1 (0-0, 1-0, 3-1) | Japon | Centre de hockey de Gangneung 6 022 spectateurs |

| Feuille de match | Feuille de match | Feuille de match    | Feuille de match                                 | Feuille de match                                                   |
| ---------------- | --- | ------------------- | ------------------------------------------------ | ------------------------------------------------------------------ |
|                  | Jang D. (Kim, Jang J.) — 21 min 8 s (SN) Jung — 30 min 51 s Cho Y. (Cho B., Jung) — 35 min 56 s Lee H. (Jang D., Lee J.) — 40 min 31 s (SN) - | 1-0 2-0 3-0 4-0 4-1 | - Takahashi (Uehara, Kumagai) — 42 min 53 s (SN) | Arbitrage : Owe Lüthcke Juges de ligne : Matt Clark et Leon Wesley |
| Yu               | Gardiens | Fukushima           |                                                  | Arbitrage : Owe Lüthcke Juges de ligne : Matt Clark et Leon Wesley |
| 12 min           | Pénalités | 14 min              |                                                  | Arbitrage : Owe Lüthcke Juges de ligne : Matt Clark et Leon Wesley |
| 24               | Tirs | 7                   |                                                  | Arbitrage : Owe Lüthcke Juges de ligne : Matt Clark et Leon Wesley |

| 11 mars | États-Unis | 10-0 (3-0, 6-0, 1-0) | Japon | Centre de hockey de Gangneung 5 435 spectateurs |

| Feuille de match | Feuille de match | Feuille de match                                | Feuille de match | Feuille de match                                                      |
| ---------------- | --- | ----------------------------------------------- | ---------------- | --------------------------------------------------------------------- |
|                  | McKee (Landeros) — 1 min 1 s Roybal (Misiewicz) — 4 min 34 s Grove (Famer, DeQuebec) — 12 min 6 s Landeros (Roybal, Farmer) — 20 min 25 s (SN) Farmer — 20 min 55 s McDermott (Page, DeQuebec) — 23 min 20 s Roman (Page, Pauls) — 23 min 54 s Roybal (Misiewicz) — 24 min 2 s Roybal (McKee, Misiewicz) — 24 min 49 s Wallace (Farmer, Pauls) — 38 min 25 s | 1-0 2-0 3-0 4-0 5-0 6-0 7-0 8-0 9-0 10-0        | -                | Arbitrage : Kristijan Nikolic Juges de ligne : Matt Clark et Han Youl |
| Lee              | Gardiens | Fukushima (24 min 49 s) Mochizuki (20 min 11 s) |                  | Arbitrage : Kristijan Nikolic Juges de ligne : Matt Clark et Han Youl |
| 2 min            | Pénalités | 4 min                                           |                  | Arbitrage : Kristijan Nikolic Juges de ligne : Matt Clark et Han Youl |
| 24               | Tirs | 2                                               |                  | Arbitrage : Kristijan Nikolic Juges de ligne : Matt Clark et Han Youl |

| 11 mars | Corée du Sud | 3-2 (pr) (0-0, 1-0, 1-2, 1-0) | République tchèque | Centre de hockey de Gangneung 5 187 spectateurs |

| Feuille de match | Feuille de match                                                                                            | Feuille de match    | Feuille de match                                                                 | Feuille de match                                                                     |
| ---------------- | --- | ------------------- | -------------------------------------------------------------------------------- | ------------------------------------------------------------------------------------ |
|                  | Lee Ju. (Jang J., Jung) — 18 min 28 s - Jung (Lee Jo.) — 42 min 53 s - Jung (Jang D., Cho Y.) — 45 min 13 s | 1-0 1-1 2-1 2-2 3-2 | - Geier (Kubeš) — 38 min 55 s (IN) - Geier (Kubeš, Doležal) — 44 min 21 s (JS) - | Arbitrage : Johnathan Morrison Juges de ligne : Matthew Fergenbaum et Andreas Lundén |
| Yu               | Gardiens | Vápenka             |                                                                                  | Arbitrage : Johnathan Morrison Juges de ligne : Matthew Fergenbaum et Andreas Lundén |
| 8 min            | Pénalités                                                                                                   | 8 min               |                                                                                  | Arbitrage : Johnathan Morrison Juges de ligne : Matthew Fergenbaum et Andreas Lundén |
| 22               | Tirs | 10                  |                                                                                  | Arbitrage : Johnathan Morrison Juges de ligne : Matthew Fergenbaum et Andreas Lundén |

| 12 mars | États-Unis | 10-0 (3-0, 6-0, 1-0) | République tchèque | Centre de hockey de Gangneung 5 709 spectateurs |

| Feuille de match | Feuille de match | Feuille de match                         | Feuille de match | Feuille de match                                                               |
| ---------------- | --- | ---------------------------------------- | ---------------- | ------------------------------------------------------------------------------ |
|                  | Roybal (Landeros) — 1 min 4 s Farmer (Wallace, Page) — 8 min 17 s Farmer (McKee, Pauls) — 12 min 5 s (SN) Farmer (Page, Wallace) — 18 min 39 s (SN) Wallace (Farmer, Page) — 21 min 45 s Roybal (Misiewicz, McKee) — 24 min 46 s Dodson (Hanning Jr) — 27 min 21 s Farmer (Landeros, Carron) — 28 min 22 s (SN) Roybal (Misiewicz) — 28 min 47 s Dodson (Landeros) — 29 min 42 s | 1-0 2-0 3-0 4-0 5-0 6-0 7-0 8-0 9-0 10-0 | -                | Arbitrage : Owe Lüthcke Juges de ligne : Matthew Fergenbaum et David Nothegger |
| Cash             | Gardiens | Kuděla                                   |                  | Arbitrage : Owe Lüthcke Juges de ligne : Matthew Fergenbaum et David Nothegger |
| 4 min            | Pénalités | 8 min                                    |                  | Arbitrage : Owe Lüthcke Juges de ligne : Matthew Fergenbaum et David Nothegger |
| 31               | Tirs | 13                                       |                  | Arbitrage : Owe Lüthcke Juges de ligne : Matthew Fergenbaum et David Nothegger |

| 13 mars | États-Unis | 8-0 (6-0, 0-0, 2-0) | Corée du Sud | Centre de hockey de Gangneung 6 588 spectateurs |

| Feuille de match | Feuille de match | Feuille de match                       | Feuille de match | Feuille de match                                                             |
| ---------------- | --- | -------------------------------------- | ---------------- | ---------------------------------------------------------------------------- |
|                  | Roybal (Farmer, Landeros) — 4 min 51 s (SN) Farmer (Wallace, DeQuebec) — 6 min 40 s Misiewicz (Pauls, Roybal) — 8 min 9 s (SN) Misiewicz (McKee, Roybal) — 9 min 57 s Farmer (Roybal) — 12 min 27 s (IN) Farmer (Roybal, Carron) — 13 min 37 s (IN) Dodson (Carron, Roman) — 33 min 36 s Roybal (McKee) — 40 min 7 s | 1-0 2-0 3-0 4-0 5-0 6-0 7-0 8-0        | -                | Arbitrage : Kevin Webinger Juges de ligne : Matt Clark et Matthew Feigenbaum |
| Cash             | Gardiens | Yu (12 min 13 s) Lee Ja. (32 min 47 s) |                  | Arbitrage : Kevin Webinger Juges de ligne : Matt Clark et Matthew Feigenbaum |
| 8 min            | Pénalités | 12 min                                 |                  | Arbitrage : Kevin Webinger Juges de ligne : Matt Clark et Matthew Feigenbaum |
| 24               | Tirs | 4                                      |                  | Arbitrage : Kevin Webinger Juges de ligne : Matt Clark et Matthew Feigenbaum |

| 13 mars | République tchèque | 3-0 (0-0, 1-0, 2-0) | Japon | Centre de hockey de Gangneung 4 569 spectateurs |

| Feuille de match | Feuille de match                                                                             | Feuille de match | Feuille de match | Feuille de match                                                          |
| ---------------- | -------------------------------------------------------------------------------------------- | ---------------- | ---------------- | ------------------------------------------------------------------------- |
|                  | Kubeš (Hábl) — 27 min 26 s Šafránek (Hrbek, Krupička) — 33 min 11 s Kubeš — 44 min 42 s (CV) | 1-0 2-0 3-0      | -                | Arbitrage : Jonathan Morrison Juges de ligne : Han Youl et Andreas Lundén |
| Vápenka          | Gardiens                                                                                     | Fukushima        |                  | Arbitrage : Jonathan Morrison Juges de ligne : Han Youl et Andreas Lundén |
| 4 min            | Pénalités                                                                                    | 4 min            |                  | Arbitrage : Jonathan Morrison Juges de ligne : Han Youl et Andreas Lundén |
| 11               | Tirs                                                                                         | 5                |                  | Arbitrage : Jonathan Morrison Juges de ligne : Han Youl et Andreas Lundén |

| Clt   | Équipe             | PJ | V | VP | D | DP | BP | BC | Diff | Pts |
| ----- | ------------------ | -- | - | -- | - | -- | -- | -- | ---- | --- |
| +001, | États-Unis         | 3  | 3 | 0  | 0 | 0  | 28 | 0  | +28  | 9   |
| +002, | Corée du Sud       | 3  | 1 | 1  | 1 | 0  | 7  | 11 | -7   | 5   |
| +003, | République tchèque | 3  | 1 | 0  | 1 | 1  | 5  | 13 | -8   | 4   |
| +004, | Japon              | 3  | 0 | 0  | 3 | 0  | 1  | 17 | -16  | 0   |

- Qualifiés pour les demi-finales

### Phase finale

#### Tableau
|  | Demi-finales                           | Demi-finales                           |                        |    | Finale                                 | Finale                                 |
|  | Demi-finales                           | Demi-finales                           |                        |    | Finale                                 | Finale                                 |
|  |                                        |                                        |                        |    |                                        |                                        |
|  | 15 mars, Centre de hockey de Gangneung | 15 mars, Centre de hockey de Gangneung |                        |    | 18 mars, Centre de hockey de Gangneung | 18 mars, Centre de hockey de Gangneung |
|  | 15 mars, Centre de hockey de Gangneung | 15 mars, Centre de hockey de Gangneung |                        |    | 18 mars, Centre de hockey de Gangneung | 18 mars, Centre de hockey de Gangneung |
|  | Canada                                 | 7                                      |                        |    | 18 mars, Centre de hockey de Gangneung | 18 mars, Centre de hockey de Gangneung |
|  | Canada                                 | 7                                      |                        |    | 18 mars, Centre de hockey de Gangneung | 18 mars, Centre de hockey de Gangneung |
|  | Corée du Sud                           | 0                                      |                        |    | 18 mars, Centre de hockey de Gangneung | 18 mars, Centre de hockey de Gangneung |
|  | Corée du Sud                           | 0                                      | Canada                 | 1  |                                        |                                        |
|  | 15 mars, Centre de hockey de Gangneung |                                        | Canada                 | 1  |                                        |                                        |
|  |                                        | États-Unis                             | 2 P                    |    |                                        |                                        |
|  | États-Unis                             | États-Unis                             | 2 P                    | 10 |                                        |                                        |
|  | États-Unis                             |                                        |                        | 10 |                                        |                                        |
|  | Italie                                 | 1                                      |                        |    |                                        |                                        |
|  | Italie                                 | 1                                      | Match pour la 3e place |    |                                        |                                        |
|  |                                        |                                        |                        |    |                                        |                                        |
|  | 17 mars, Centre de hockey de Gangneung |                                        |                        |    |                                        |                                        |
|  |                                        |                                        |                        |    |                                        |                                        |
|  | Corée du Sud                           | 1                                      |                        |    |                                        |                                        |
|  | Corée du Sud                           | 1                                      |                        |    |                                        |                                        |
|  | Italie                                 | 0                                      |                        |    |                                        |                                        |
|  | Italie                                 | 0                                      |                        |    |                                        |                                        |

#### Détails des rencontres

##### Demi-finales
| 15 mars | Canada | 7-0 (4-0, 1-0, 2-0) | Corée du Sud | Centre de hockey de Gangneung 6 603 spectateurs |

| Feuille de match | Feuille de match | Feuille de match            | Feuille de match | Feuille de match                                                                 |
| ---------------- | --- | --------------------------- | ---------------- | -------------------------------------------------------------------------------- |
|                  | Hickey (Bridges) — 4 min 17 s Cozzolino — 6 min Westlake (Cozzolino, McGregor) — 13 min 25 s Bridges (Delaney, Armstrong) — 14 min 19 s Bridges (McGregor, Dixon) — 18 min 42 s (SN) McGregor (Westlake) — 35 min 48 s McGregor (Armstrong, Cozzolino) — 42 min 41 s | 1-0 2-0 3-0 4-0 5-0 6-0 7-0 | -                | Arbitrage : Kristijan Nikolic Juges de ligne : Andreas Lundén et David Nothegger |
| Watson           | Gardiens | Lee Ja.                     |                  | Arbitrage : Kristijan Nikolic Juges de ligne : Andreas Lundén et David Nothegger |
| 8 min            | Pénalités | 2 min                       |                  | Arbitrage : Kristijan Nikolic Juges de ligne : Andreas Lundén et David Nothegger |
| 24               | Tirs | 2                           |                  | Arbitrage : Kristijan Nikolic Juges de ligne : Andreas Lundén et David Nothegger |

| 15 mars | États-Unis | 10-1 (5-0, 3-0, 2-1) | Italie | Centre de hockey de Gangneung 4 889 spectateurs |

| Feuille de match | Feuille de match | Feuille de match                             | Feuille de match                         | Feuille de match                                                         |
| ---------------- | --- | -------------------------------------------- | ---------------------------------------- | ------------------------------------------------------------------------ |
|                  | Grove (Landeros) — 3 min 23 s Misiewicz (Pauls, Roybal) — 3 min 58 s Roybal (Pauls, Misiewicz) — 4 min 9 s Landeros — 13 min 50 s (SN) McDermott (Grove) — 14 min 56 s Roybal (Misiewicz) — 22 min 52 s (SN) Landeros (Carron, Farmer) — 23 min 35 s Farmer (Page, Pauls) — 27 min 44 s McKee (Grove, Page) — 33 min 32 s - Landeros (Roybal, Hanning Jr) — 42 min 3 s (SN) | 1-0 2-0 3-0 4-0 5-0 6-0 7-0 8-0 9-0 9-1 10-1 | - Corvino (Depaoli) — 38 min 30 s (SN) - | Arbitrage : Kevin Webinger Juges de ligne : Chae Young-jin et Matt Clark |
| Cash             | Gardiens | Araudo (15 min) Stillitano (30 min)          |                                          | Arbitrage : Kevin Webinger Juges de ligne : Chae Young-jin et Matt Clark |
| 16 min           | Pénalités | 14 min                                       |                                          | Arbitrage : Kevin Webinger Juges de ligne : Chae Young-jin et Matt Clark |
| 33               | Tirs | 4                                            |                                          | Arbitrage : Kevin Webinger Juges de ligne : Chae Young-jin et Matt Clark |

##### Match pour la troisième place
| 17 mars | Corée du Sud | 1-0 (0-0, 0-0, 1-0) | Italie | Centre de hockey de Gangneung 6 534 spectateurs |

| Feuille de match | Feuille de match                      | Feuille de match | Feuille de match | Feuille de match                                                                 |
| ---------------- | ------------------------------------- | ---------------- | ---------------- | -------------------------------------------------------------------------------- |
|                  | Jang D. (Jung, Lee Jo.) — 41 min 42 s | 1-0              | -                | Arbitrage : Johnathan Morrison Juges de ligne : Matt Clark et Matthew Fergenbaum |
| Lee Ja.          | Gardiens                              | Araudo           |                  | Arbitrage : Johnathan Morrison Juges de ligne : Matt Clark et Matthew Fergenbaum |
| 2 min            | Pénalités                             | 2 min            |                  | Arbitrage : Johnathan Morrison Juges de ligne : Matt Clark et Matthew Fergenbaum |
| 14               | Tirs                                  | 9                |                  | Arbitrage : Johnathan Morrison Juges de ligne : Matt Clark et Matthew Fergenbaum |

##### Finale
| 18 mars | Canada | 1-2 (pr) (1-0, 0-0, 0-1, 0-1) | États-Unis | Centre de hockey de Gangneung 6 096 spectateurs |

| Feuille de match | Feuille de match                         | Feuille de match | Feuille de match                                                         | Feuille de match                                                                 |
| ---------------- | ---------------------------------------- | ---------------- | ------------------------------------------------------------------------ | -------------------------------------------------------------------------------- |
|                  | Bridges (Delaney, Hickey) — 12 min 6 s - | 1-0 1-1 1-2      | - Farmer (McKee, Roybal) — 44 min 22 s (JS) Farmer (Pauls) — 48 min 30 s | Arbitrage : Kristijan Nikolic Juges de ligne : Andreas Lundén et David Nothegger |
| Larocque         | Gardiens                                 | Cash             |                                                                          | Arbitrage : Kristijan Nikolic Juges de ligne : Andreas Lundén et David Nothegger |
| 4 min            | Pénalités                                | 2 min            |                                                                          | Arbitrage : Kristijan Nikolic Juges de ligne : Andreas Lundén et David Nothegger |
| 12               | Tirs                                     | 16               |                                                                          | Arbitrage : Kristijan Nikolic Juges de ligne : Andreas Lundén et David Nothegger |

### Matchs de classement

#### Tableau
|  | Matchs de classement                   | Matchs de classement                   |                        |     | Match pour la 5e place                 | Match pour la 5e place                 |
|  | Matchs de classement                   | Matchs de classement                   |                        |     | Match pour la 5e place                 | Match pour la 5e place                 |
|  |                                        |                                        |                        |     |                                        |                                        |
|  | 14 mars, Centre de hockey de Gangneung | 14 mars, Centre de hockey de Gangneung |                        |     | 16 mars, Centre de hockey de Gangneung | 16 mars, Centre de hockey de Gangneung |
|  | 14 mars, Centre de hockey de Gangneung | 14 mars, Centre de hockey de Gangneung |                        |     | 16 mars, Centre de hockey de Gangneung | 16 mars, Centre de hockey de Gangneung |
|  | Norvège                                | 6                                      |                        |     | 16 mars, Centre de hockey de Gangneung | 16 mars, Centre de hockey de Gangneung |
|  | Norvège                                | 6                                      |                        |     | 16 mars, Centre de hockey de Gangneung | 16 mars, Centre de hockey de Gangneung |
|  | Japon                                  | 1                                      |                        |     | 16 mars, Centre de hockey de Gangneung | 16 mars, Centre de hockey de Gangneung |
|  | Japon                                  | 1                                      | Norvège                | 5   |                                        |                                        |
|  | 14 mars, Centre de hockey de Gangneung |                                        | Norvège                | 5   |                                        |                                        |
|  |                                        | République tchèque                     | 2                      |     |                                        |                                        |
|  | République tchèque                     | République tchèque                     | 2                      | 4 F |                                        |                                        |
|  | République tchèque                     |                                        |                        | 4 F |                                        |                                        |
|  | Suède                                  | 3                                      |                        |     |                                        |                                        |
|  | Suède                                  | 3                                      | Match pour la 7e place |     |                                        |                                        |
|  |                                        |                                        |                        |     |                                        |                                        |
|  | 16 mars, Centre de hockey de Gangneung |                                        |                        |     |                                        |                                        |
|  |                                        |                                        |                        |     |                                        |                                        |
|  | Japon                                  | 1                                      |                        |     |                                        |                                        |
|  | Japon                                  | 1                                      |                        |     |                                        |                                        |
|  | Suède                                  | 5                                      |                        |     |                                        |                                        |
|  | Suède                                  | 5                                      |                        |     |                                        |                                        |

#### Détails des rencontres

##### Matchs de classement
| 14 mars | Norvège | 6-1 (2-0, 3-1, 1-0) | Japon | Centre de hockey de Gangneung 3 919 spectateurs |

| Feuille de match | Feuille de match | Feuille de match            | Feuille de match                         | Feuille de match                                                         |
| ---------------- | --- | --------------------------- | ---------------------------------------- | ------------------------------------------------------------------------ |
|                  | Bakke (Oiseth) — 2 min 25 s (SN) Pedersen (Bøgle, Nordstoga) — 9 min 37 s - Bøgle — 18 min 34 s Pedersen (Hamre) — 18 min 55 s Bakke (Vaernes, Bøgle) — 20 min 2 s Pedersen (Bøgle, Nordstoga) — 35 min 28 s | 1-0 2-0 2-1 3-1 4-1 5-1 6-1 | - Takahashi (Horie) — 18 min 20 s (IN) - | Arbitrage : Johnathan Morrison Juges de ligne : Jan Vaněk et Leon Wesley |
| Hamar            | Gardiens | Fukushima                   |                                          | Arbitrage : Johnathan Morrison Juges de ligne : Jan Vaněk et Leon Wesley |
| 0 min            | Pénalités | 4 min                       |                                          | Arbitrage : Johnathan Morrison Juges de ligne : Jan Vaněk et Leon Wesley |
| 14               | Tirs | 6                           |                                          | Arbitrage : Johnathan Morrison Juges de ligne : Jan Vaněk et Leon Wesley |

| 14 mars | République tchèque | 4-3 (TB) (1-2, 0-1, 2-0, 0-0, 1-0) | Suède | Centre de hockey de Gangneung 6 032 spectateurs |

| Feuille de match | Feuille de match | Feuille de match            | Feuille de match                                                                              | Feuille de match                                                        |
| ---------------- | --- | --------------------------- | --------------------------------------------------------------------------------------------- | ----------------------------------------------------------------------- |
|                  | - Krupička — 8 min 59 s (SN) - Hábl (Kubeš, Geier) — 34 min 47 s (2 SN) Doležal (Geier, Kube) — 43 min 25 s Geier — 55 min (TB) | 0-1 0-2 1-2 1-3 2-3 3-3 4-3 | Ingvarsson — 6 min 14 s Kasperi — 7 min 10 s - Ingvarsson (Gyllsten, Kasperi) — 16 min 12 s - | Arbitrage : Owe Lüthcke Juges de ligne : Matthew Fergenbaum et Han Youl |
| Vápenka          | Gardiens | U. Nilsson                  |                                                                                               | Arbitrage : Owe Lüthcke Juges de ligne : Matthew Fergenbaum et Han Youl |
| 8 min            | Pénalités | 10 min                      |                                                                                               | Arbitrage : Owe Lüthcke Juges de ligne : Matthew Fergenbaum et Han Youl |
| 25               | Tirs | 8                           |                                                                                               | Arbitrage : Owe Lüthcke Juges de ligne : Matthew Fergenbaum et Han Youl |

##### Match pour la septième place
| 16 mars | Japon | 1-5 (0-1, 1-2, 0-2) | Suède | Centre de hockey de Gangneung 5 979 spectateurs |

| Feuille de match | Feuille de match                     | Feuille de match        | Feuille de match | Feuille de match                                                  |
| ---------------- | ------------------------------------ | ----------------------- | --- | ----------------------------------------------------------------- |
|                  | - Takahashi (Uehara) — 16 min 25 s - | 0-1 1-1 1-2 1-3 1-4 1-5 | Gyllsten (Kasperi, Meng) — 52 s - Ingvarsson (Meng, Kasperi) — 19 min 19 s (SN) Kasperi (Hedberg) — 27 min 33 s (IN) Holm (Rakos, Kasperi) — 37 min 24 s Ingvarsson (Gyllsten, P. Nilsson) — 44 min 17 s | Arbitrage : Owe Lüthcke Juges de ligne : Jan Vaněk et Leon Wesley |
| Fukushima        | Gardiens                             | U. Nilsson              | | Arbitrage : Owe Lüthcke Juges de ligne : Jan Vaněk et Leon Wesley |
| 4 min            | Pénalités                            | 4 min                   | | Arbitrage : Owe Lüthcke Juges de ligne : Jan Vaněk et Leon Wesley |
| 10               | Tirs                                 | 14                      | | Arbitrage : Owe Lüthcke Juges de ligne : Jan Vaněk et Leon Wesley |

##### Match pour la cinquième place
| 16 mars | Norvège | 5-2 (2-1, 1-0, 2-1) | République tchèque | Centre de hockey de Gangneung 4 805 spectateurs |

| Feuille de match | Feuille de match | Feuille de match            | Feuille de match                                                              | Feuille de match                                                       |
| ---------------- | --- | --------------------------- | ----------------------------------------------------------------------------- | ---------------------------------------------------------------------- |
|                  | Pedersen (Bøgle) — 44 s Bakke (Værnes) — 3 min 39 s - Pedersen — 23 min 44 s (SN) - Bakke (Værnes, Pedersen) — 40 min 5 s Bakke — 42 min 3 s (IN + CV) | 1-0 2-0 2-1 3-1 3-2 4-2 5-2 | - Krupička (Motycka) — 14 min 18 s - Kubeš (Hábl, Geier) — 35 min 29 s (SN) - | Arbitrage : Kevin Webinger Juges de ligne : Chae Young-jin et Han Youl |
| Hamar            | Gardiens | Kuděla                      |                                                                               | Arbitrage : Kevin Webinger Juges de ligne : Chae Young-jin et Han Youl |
| 10 min           | Pénalités | 31 min                      |                                                                               | Arbitrage : Kevin Webinger Juges de ligne : Chae Young-jin et Han Youl |
| 12               | Tirs | 9                           |                                                                               | Arbitrage : Kevin Webinger Juges de ligne : Chae Young-jin et Han Youl |

## Classement final
| Place                                  | Équipe             |
| -------------------------------------- | ------------------ |
| Médaille d'or, Jeux paralympiques      | États-Unis         |
| Médaille d'argent, Jeux paralympiques  | Canada             |
| Médaille de bronze, Jeux paralympiques | Corée du Sud       |
| 4                                      | Italie             |
| 5                                      | Norvège            |
| 6                                      | République tchèque |
| 7                                      | Suède              |
| 8                                      | Japon              |

## Médaillés
| Or | Argent | Bronze |
| États-Unis - Steve Cash (en) - Ralph DeQuebec - Travis Dodson - Declan Farmer - Noah Grove - Billy Hanning Jr - Nikko Landernos - Jen Lee - Luke McDermott - Kevin McKee - Joshua Misiewicz - Adam Page - Josh Pauls - Rico Roman - Brody Roybal - Jack Wallace | Canada - Rob Armstrong - Steve Arsenault - Brad Bowden - Billy Bridges - Dominic Cozzolino - Ben Delaney - Adam Dixon - James Dunn - James Gemmell - Tyrone Henry - Liam Hickey - Dominic Larocque - Tyler McGregor - Bryan Sholomicki - Corbyn Smith - Corbin Watson - Greg Westlake | Corée du Sud - Cho Byeong-seok - Cho Young-jae - Choi Kwang-hyouk - Choi Si-woo - Han Min-su - Jang Dong-shin - Jang Jong-ho - Jung Seung-hwan - Kim Dea-jung - Kim Young-sung - Lee Hae-man - Lee Jae-woong - Lee Ji-hoon - Lee Jong-kyung - Lee Ju-seung - Lee Yong-min - Yu Man-gyun |